# Anna Winger

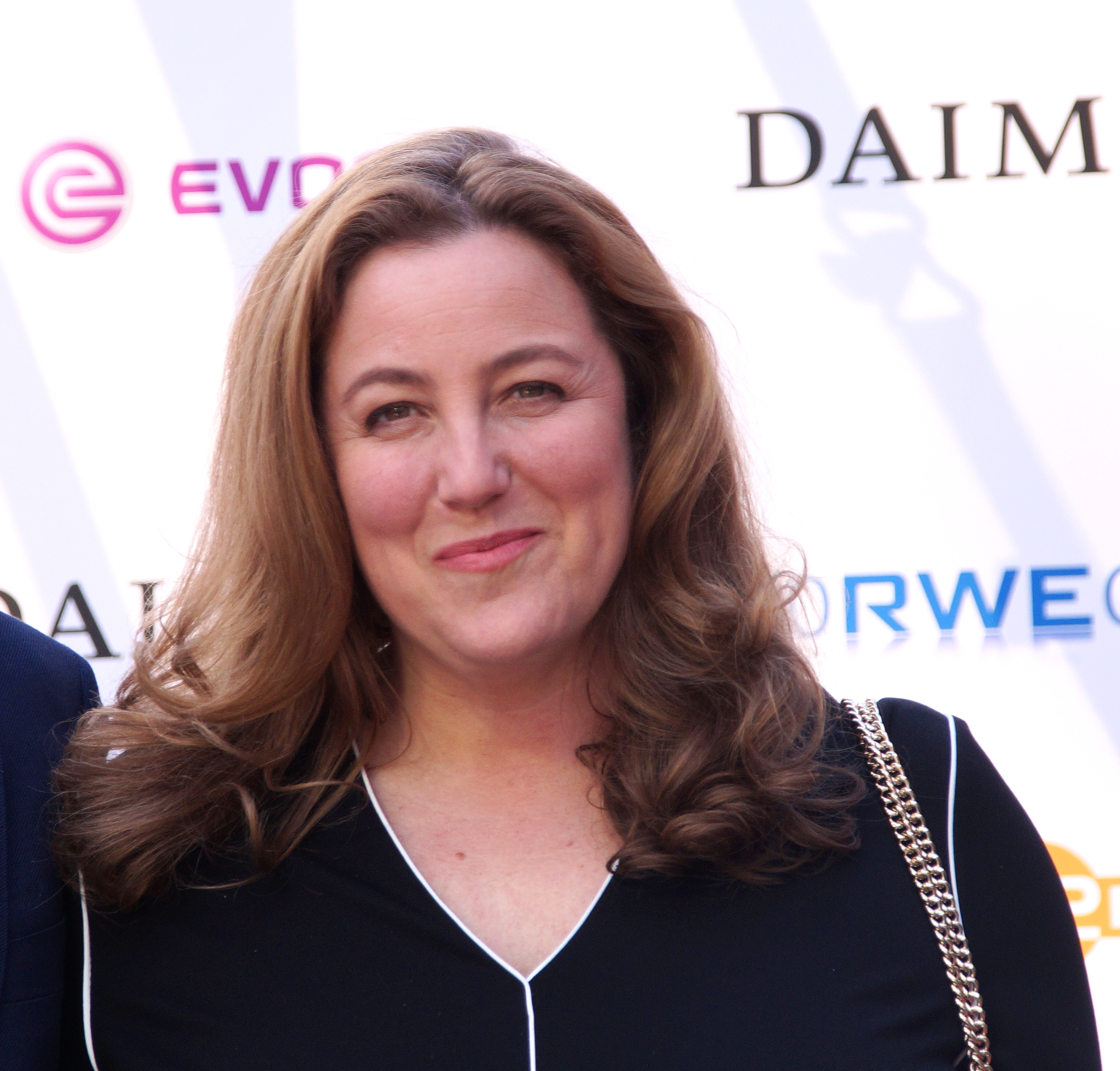
Anna Winger (2016)

Anna LeVine Winger, geb. LeVine (* 1970 in Massachusetts) ist eine US-amerikanische Schriftstellerin, die in Berlin lebt.

## Leben
Ihre Eltern waren der Anthropologe Robert A. LeVine (1932–2023), der die Inspiration zur Serie Transatlantic lieferte, und dessen Frau Sarah E. LeVine geb. Friedberger (1940–2023), die als Anthropologin und Schriftstellerin tätig war.
Sie wuchs in Kenia, Cambridge (Massachusetts) und Mexiko auf und studierte an der Columbia University in New York City. Winger schreibt für The New York Times Magazine und die Frankfurter Allgemeine Zeitung. Für NPR Worldwide konzipierte Winger die Radioserie Berlin Stories, ein literarisches Archiv über die deutsche Hauptstadt.
Wingers erster Roman, This Must Be the Place, erschien 2008 bei Riverhead Books. Für die Fernsehserie Deutschland 83 hat Anna Winger zusammen mit ihrem Mann Jörg Winger das Drehbuch geschrieben. Für die 2018 produzierte Fortsetzung Deutschland 86 zeichnete sie erneut mit ihrem Mann verantwortlich.
Im Jahr 2020 schrieben Winger und Alexa Karolinski auf Basis der gleichnamigen Buchvorlage von Deborah Feldman die Drehbücher für die Netflix-Miniserie Unorthodox. Winger fungierte dabei auch als Executive Producer der Serie.

## Filmografie (Auswahl)
Drehbuch
- 2012–2015: SOKO Leipzig (Fernsehserie, 4 Episoden)
- 2015: Deutschland 83 (Fernsehserie, 8 Episoden)
- 2018: Deutschland 86 (Fernsehserie, 10 Episoden)
- 2020: Unorthodox (Miniserie, 4 Episoden)
- 2023: Transatlantic (Miniserie, 7 Episoden)